# Akkala számi nyelv
Az akkala számi egy kihalt keleti számi nyelv, amit a Kola-félszigeti A´kkel és Ču´kksuâl falvakban beszéltek. Az akkala számi nyelv utolsó beszélője Marja Sergina volt, aki 2003. december 29-én halt meg. A számi nyelvek közül erről maradt fenn a legkevesebb dokumentum.